# Lacurile Ocereteni
Lacurile „Ocereteni” (în ucraineană Озера «Очеретяні») este un monument al naturii de tip acvatic de importanță locală din raionul Hotin, regiunea Cernăuți (Ucraina), situat la nord de satul Șirăuții de Sus.
Suprafața ariei protejate constituie 4,6 hectare și a fost înființată în anul 2000 prin decizia consiliului regional. Statutul a fost acordat pentru conservarea unor pâlnii carstice relicte cu zone naturale umede de pe vârfurile dealurilor Hotinului. În timpul verii, apa din acestea aproape dispare. Lacul mai mare are un diametru de 200 m și o adâncime de 3-4 m. Fundul lacurilor este acoperit de stuf, rogoz și alte plante iubitoare de umiditate.